# پی‌شاخه

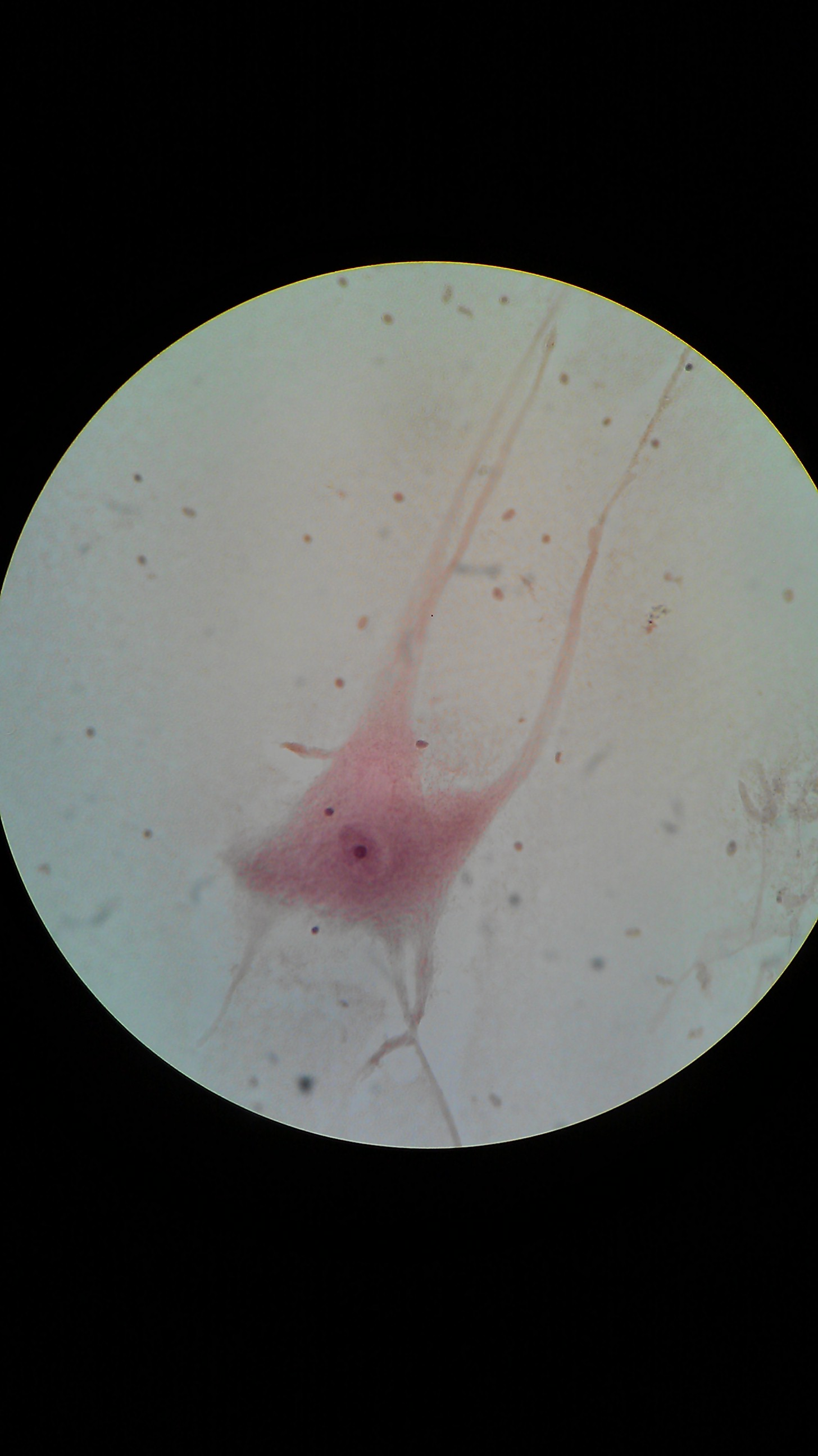
یک نورون منفرد در زیر میکروسکوپ که دندریت‌ها، سوما و آکسون را نشان می‌دهد.

پی‌شاخه (به انگلیسی: neurite)، یعنی زائده سلول عصبی. به‌ویژه دربارهٔ سلول‌های عصبی نورسته مثلاً در محیط کشت استفاده می‌شود، زیرا تشخیص آکسون‌ها از دندریت‌ها قبل از تمایز کامل می‌تواند دشوار باشد.